# CMEA
Der CMEA (Cellular Message Encryption Algorithm) ist eine Blockchiffre, welche in amerikanischen Mobilfunksystemen eingesetzt wird und von James A. Reeds 1991 bei AT&T entwickelt wurde. Er wurde im Jahre 1991 erstmalig zum Patent angemeldet.
Er wird verwendet um die Steuerdaten in US-Mobilfunknetzen bei der Funkübertragung zu verschlüsseln und besitzt einen ähnlichen Anwendungsbereich wie der in Europa und in GSM-Mobilfunknetzen verwendete A5-Algorithmus.
Der Algorithmus ist byteorientiert und kann mit Blockgrößen zwischen zwei und sechs Bytes arbeiten. Die Schlüssellänge beträgt 64 Bit. CMEA gilt als unsicher.